# Rec de Treumal
El Rec de Treumal o Rec de Sant Jordi és un riu de Catalunya que neix al barri de Treumal de Calonge a uns 53 metres d'altitud al vessant est del Puig d'en Pitxolí, fins a desembocar al Mar Mediterrani a la Platja de Belladona a Sant Antoni de Calonge, quasi a la frontera amb Platja d'Aro. És un torrent de tipus estacional amb un recorregut curt i accidentat que segueix una trajectòria oest-est, i que recull les aigües de les muntanyes del barri de Treumal.

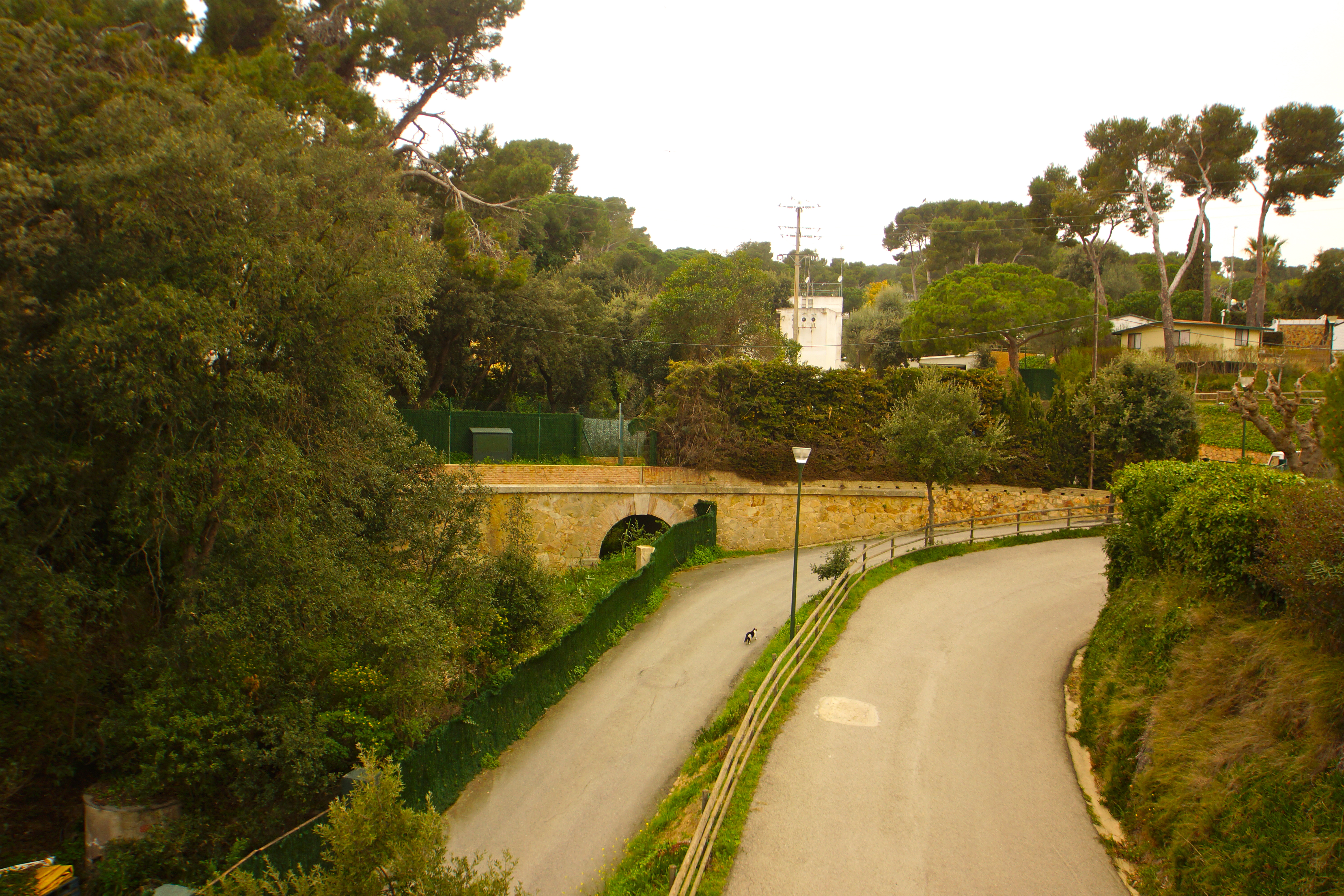
El pont prop de l'Avinguda d'Andorra